# Ситец

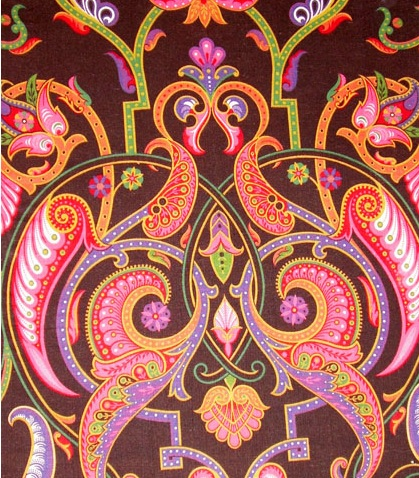
Узор с птицами ситцевой ткани Куваевской ситценабивной мануфактуры, 1896 год. Модерн в набивных тканях из собрания Ивановского государственного историко-краеведческого музея имени Д. Г. Бурылина.

Си́тец (от нидерл. sits; первоисточник санскр. ситрас  — пёстрый) — лёгкая хлопчатобумажная гладкоокрашенная или набивная ткань полотняного переплетения, получаемая при специальной выделке сурового миткаля с помощью красильно-отделочных операций. Обыкновенно плотность ситца составляет от 62г/м² (ТУ или разреженный ситец, такой ситец выпускается с 1998-2000г.) до 100 г/м² (ГОСТ). Ситец в плотностях от 80г/м² до 100г/м² используется для пошива лёгкой верхней одежды, мужских сорочек, постельного белья. Ситец в плотностях 62-80г/м² используется для изготовления изделий, не требующих долгой эксплуатации, с хорошей воздухопроницаемостью ( белоземельные и детские расцветки используются для изготовления детских подгузников, распашонок, пелёнок, гладкоокрашенные ткани используются в ритуальных и декоративных целях, отбельные ткани, в дополнение ко всему выше сказанному, используются в пищевой промышленности).

## История
Набивной ситец появился в XI веке в Каликуте. Ситец упоминается в индийской литературе в XII веке писателем Емакандрой как набивная ткань с рисунком лотоса. В XV веке ситцевая набойка из Гуджарата появилась в Египте. Набивной ситец производился из хлопка Сурата, этот хлопок шёл на основу.

### Западная Европа
В XVII веке в Европу Ост-Индскими компаниями наряду с другими товарами из Индии ввозились хлопчатобумажные пряжа и ткани, красители и ситец. Серьёзно увеличившийся объём ввоза ситцев привёл к тому, что в Индии с 1683 года ткань вырабатывалась по мере, принятой в странах Европы. Набивные индийские ткани широко использовались для обивки, декора интерьеров, пошива домашней и летней одежды. Однако их стоимость была очень высока, в некоторых районах Франции привозные хлопчатобумажные ткани красили и набивали на них рисунок, копируя восточные образцы. Мастерские были открыты в Марселе (1654), Авиньоне (1677), Ниме (1678). Переселившиеся из Индии мастера раскрыли технологию получения стойкой окраски ткани. Поначалу процесс набойки повторял индийский: форма с вырезанным узором, покрытая краской, прижималась к ткани, мелкие детали добавлялись вручную кистью. Позднее количество форм (штампов) увеличилось до трёх-четырёх, что позволяло создавать многоцветные рисунки. В 1681 году Кольбер издал указ о запрещении производства набивных тканей, так как более модные дешёвые французские набойки на хлопке и льне успешно конкурировали с французскими же шерстяными и шёлковыми тканями. С отменой в 1685 году Нантского эдикта производство набивных тканей получило ещё более серьёзный удар, так как многие владельцы мастерских были гугенотами и подверглись изгнанию. Однако спрос на набивные ткани, особенно среди аристократии, привёл к созданию некоторого количества подпольных мастерских.
Известно, что уже в конце XVI века Англия познакомилась с индийским ситцем: в 1592 году был захвачен принадлежащий Португалии корабль «Божья Матерь» с грузом этой ткани на борту. С 1631 года Британская Ост-Индская компания получила разрешение на ввоз в страну тканей из Индии. Со временем в стране развилось собственное производство ситца. С 1664 года члены Королевского научного общества были заняты разработкой способа получения нелиняющего рисунка на ткани. Эту задачу решил член общества Хок в 1696 году. Однако остались сведения, что уже в 1690 году был известен некий «английский способ окраски тканей». Развитию ситценабивного дела способствовал приток эмигрантов-гугенотов из Франции после отмены там Нантского эдикта. Однако переработка хлопка неуклонно снижалась в первой половине XVIII века: в 1701 году в Англию было импортировано 900 775 кг, а к 1730 году объём импорта сократился до 701 014 кг. В первую очередь это связано с принятием законов по защите производителей шерстяных тканей. Англия славилась своими суконными мануфактурами, производство шерстяных тканей было локализовано на юге и востоке страны. Дешевые ситцы, ввозимые Ост-Индской компанией из Индостана, стали популярны, что не могло не сказаться на доходах владельцев мануфактур. В 1700 году парламентским актом был запрещен ввоз окрашенного ситца или ситцевой набойки из Индии, Китая и Персии. В Англию стал ввозиться суровый миткаль, на котором на юге страны набивался орнамент с популярных моделей. В Ланкашире развивается производство серой ткани с льняными нитями в основе и хлопковыми в утке, известный как бумазея (fustian), её окончательная обработка происходила в Лондоне. В 1720 году импорт хлопка почти достиг уровня 1701 года. Это спровоцировало принятие новых законов в пользу производителей шерстяных тканей, утверждавших, что распространение хлопчатобумажных тканей приводит к сокращению рабочих мест на суконных мануфактурах. Так в 1712 году парламент ввёл налог на использование ситца в размере 3 пенсов за ярд, в 1714 году налог был повышен до 6 пенсов. В 1720 году была запрещена продажа набивных и гладкокрашеных тканей, произведённых в стране или ввезённых из-за рубежа, исключение составили гладкокрашеные синие ткани. Но в 1736 году парламент разрешил производство смешанных тканей (лён и хлопок), так называемых блекбурнских и их набойку. В 1764 году объём импорта хлопка составил 1 755 580 кг. С 1774 года в Англии была разрешена набойка на хлопчатобумажных тканях, размер налога на их использование составил 3 пенса за ярд и неуклонно повышался в последующие годы.

### Россия
Ситец пользовался огромной популярностью в России и в Советском Союзе. В СССР в условиях дефицита тканей именно дешёвый ситец яркой раскраски (известно выражение «весёленький ситчик») шёл на платья женщинам и «семейные» трусы мужчинам.
Ситец в большом количестве производили в Иваново, центре российского ткачества, за что город называли иногда «ситцевым царством». В Иваново существует музей ситца.
Поскольку первое, что необходимо в доме молодожёнам — изделия из ткани (занавески, постельное бельё, домашняя одежда и тому подобные), первую годовщину женитьбы называли ситцевой свадьбой. На неё принято дарить постельное бельё, полотенца и другие изделия из ткани.

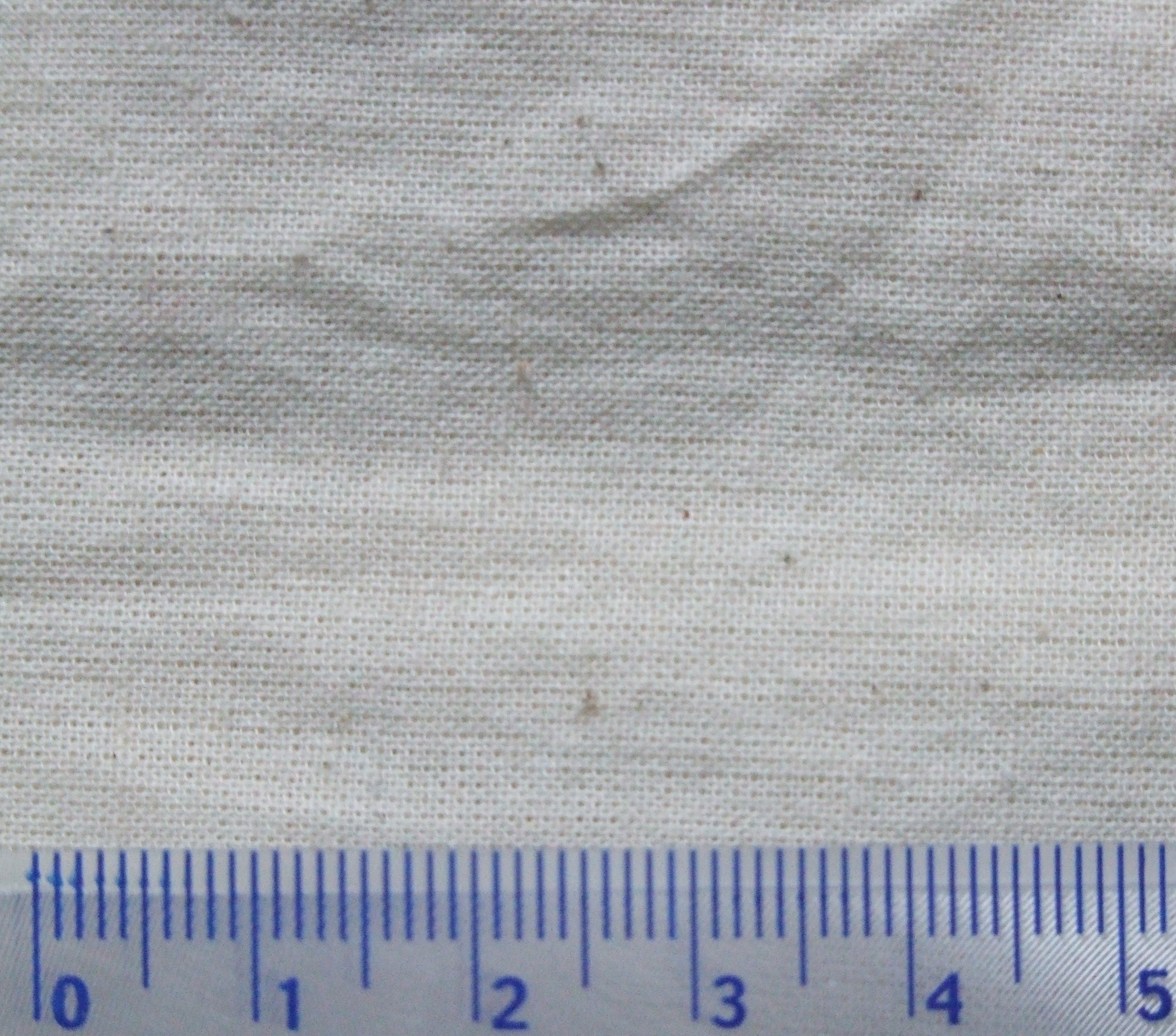
Структура ситцевой ткани